# Hilary Wainwright
Hilary Wainwright, född 1949, är en brittisk sociolog, politisk aktivist och författare, socialist och feminist, känd för sitt arbete för tidningen Red Pepper och Transnational Institute. 
Wainwrights far var politikern Richard Wainwright (1918–2003). Hennes bror, Martin var tidigare redaktör för The Guardian, till vilken också Wainbright har bidragit. 1971 gifte sig Wainwright med den brittiske filosofen Roy Bhaskar. De båda var vänner livet ut, men skiljde sig aldrig.
Som forskare och författare har Wainwright skrivit om framväxten av nya former av deltagande demokrati inom partier, rörelser och staten. Hon har dokumenterat exempel på demokratiska rörelser i många länder runt om i världen och skrivit om hur vänstern och progressiv politik kan lära av dessa. 
Wainwright har uttalat sitt stöd för Jeremy Corbyn.
Wainwright har gett ut flera böcker, däribland Reclaim the State och A new politics from the left. Hon bidrog till Agoras årsbok Den tömda demokratin (2004).